# Erpetogomphus erici
Erpetogomphus erici là loài chuồn chuồn trong họ Gomphidae. Loài này được Novelo & Garrison miêu tả khoa học đầu tiên năm 1999.